# Symfonie nr. 10 (Bortz)
Daniel Börtz voltooide zijn Symfonie nr. 10 in 1992. Hij componeerde het werk voor het Stockholm Wind Symphony, een harmonieorkest uit Zweden. Börtz componeerde vaker muziek voor harmonieorkest of soortgelijke ensembles; voorbeelden daarvan zijn te vinden in zijn fagotconcert en concerto grosso, die hij schreef voor een ensemble in Pittsburgh.
Deze tiende symfonie bestaat uit één deel, doch er zijn een aantal secties te onderscheiden, deze secties lopen zonder pauzes in elkaar over. De symfonie begint uiterst zacht in de pauken. De paukenist roffelt pianissimo possibile (ppp) en maakt vervolgens een crescendo. Na verloop van tijd voegen steeds meer muziekinstrumenten zich bij het spelend gezelschap. Behalve dat de sterkte toeneemt, stijgt de klank ook navenant. Beginnen bij de tuba, loopt het uit tot klarinet, zodat ook de klankkleur steeds lichter wordt. De massiviteit voelt de muziek log aan; de componist sprak van een monster, dat ergens zwaar ligt te ademen. De muziek gaat na een minuut of vier over in een wat sneller tempo, maar ook wordt de muziek wat speelser. Muzikale versieringen maken hier deel uit van de notatie. Alles culmineert uiteindelijk in een passage, die voor het (ruim aanwezige) slagwerk is geschreven. Zodra het monster is uitgeraasd vervalt de muziek in de lethargie uit het begin. Nadat alles ineen is gezakt, probeert de fagot het werk weer op gang te krijgen. Hoewel de musici hun best doen het werk een doorstart te geven, is het werk na enkele soli van diverse blaasinstrumenten aan haar eind. De hoge noten van de hooggestemde blaasinstrumenten geven echter geen muzikale oplossing van de spanning; deze blijft boven het plotselinge slot hangen.
De eerste uitvoering vond plaats in Stockholm, door genoemd orkest onder leiding van David Porcelijn op 15 maart 1993.
Börtz componeerde in het begin van zijn loopbaan regelmatig symfonieën; de tiende is echter de enige die in de jaren 90 is uitgegeven. Pas in 2006 volgde nummer 11.

## Orkestratie
- 3 dwarsfluiten waarvan 1 ook piccolo, 2 hobo's waarvan 1 ook althobo, 6 klarinetten waarvan ook 1 basklarinet, 2 fagotten waarvan 1 ook contrafagot;
- 4 saxofoons (altsaxofoon, tenorsaxofoon en baritonsaxofoon);
- 4 hoorns, 3 trompetten, 3 trombones, 1 eufonium, 1 tuba
- 1 stel pauken, 2 man / vrouw percussie

## Discografie
- Uitgave Nosag: Stockholm Wind Symphony o.l.v. B Tommy Anderson; een opname uit 2004.